# Cumbres Mayores

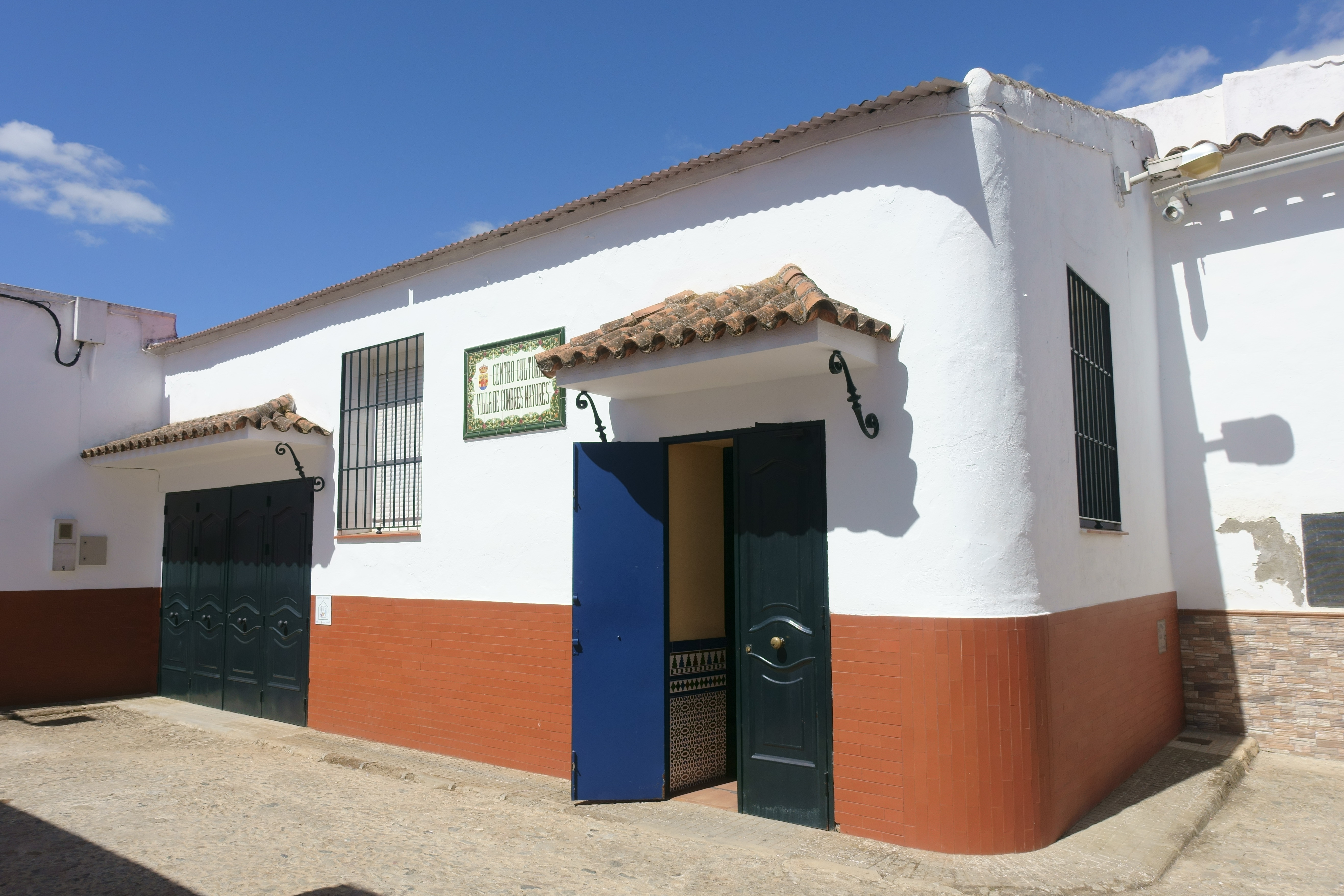

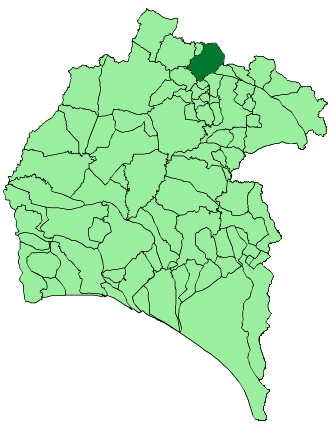
Bản đồ Cumbres Mayores, Huelva

Cumbres Mayores là một đô thị và thị trấn ở tỉnh Huelva, Tây Ban Nha. Theo điều tra dân số năm 2005 census, đô thị này có dân số 2.022 người. Đô thị này có diện tích 122 km² và mật độ dân số 16,6 người/km². Thị trấn này nằm ở độ cao 711m và cách tỉnh lỵ Huelva 144 km.

## Dân cư
| 1996  | 1997  | 1998  | 1999  | 2000  | 2001  | 2002  |
| ----- | ----- | ----- | ----- | ----- | ----- | ----- |
| 2,184 | 2,161 | 2,135 | 2,119 | 2,085 | 2,020 | 2,018 |

Nguồn: INE (Tây Ban Nha)